# Panulia albifimbria
Panulia albifimbria är en fjärilsart som beskrevs av W. Warren 1897. Panulia albifimbria ingår i släktet Panulia och familjen mätare. Inga underarter finns listade i Catalogue of Life.